# Khudadad Khan

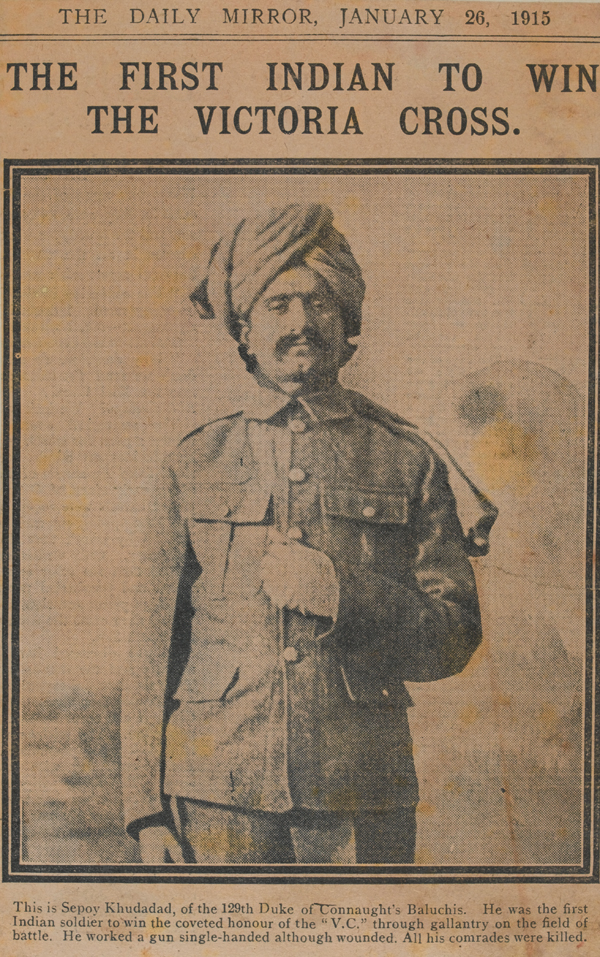
Khudadad Khan VC, 1915

Khudadad Khan VC (* 20. Oktober 1888 in Dab, Punjab; † 8. März 1971 in Mandi Bahauddin, Punjab) war ein Soldat der British Indian Army. Er war der erste Inder, dem das Victoria-Kreuz, die höchste britische Kriegsauszeichnung, verliehen wurde.

## Leben
Khudadad Khan wurde im Ort Dab im Distrikt Chakwal in der Provinz Punjab im damaligen Britisch-Indien und heutigen Pakistan geboren. Er gehörte einer muslimischen paschtunischen Familie, an die aus der nordwestlichen Grenzprovinz nach Afghanistan stammte und die ihre Abstammung auf die Rajputenfamilie Minhas zurückführt.
Er trat als Freiwilliger in die British Indian Army ein und diente als Sepoy im Infanterieregiment 129th Duke of Connaught's Own Baluchis. Seine Einheit war Teil des Indian Corps, das während des Ersten Weltkriegs 1914 nach Frankreich entsandt wurde, um die British Expeditionary Force an der Westfront zu entlasten. Er kam am 20. September 1914 in Marseille an. In der Ersten Flandernschlacht wurde seine Einheit ab dem 23. Oktober 1914 zur Unterstützung der britischen 2nd Cavalry Division beim belgischen Ort Hollebeke südöstlich von Ypern eingesetzt. Khudadad Khan diente dort als Maschinengewehrschütze. Am 31. Oktober 1914 war er dort einem deutschen Sturmangriff ausgesetzt. Auch nachdem sein befehlshabender britischer Offizier verwundet und das andere Maschinengewehr seiner Abteilung durch Artilleriebeschuss zerstört worden war, und obwohl er selbst verwundet worden war, bediente er sein Maxim-Maschinengewehr solange weiter, bis alle verbliebenen fünf Männer seiner Abteilung getötet worden waren. Er wurde von den deutschen Angreifern für tot gehalten und konnte nach Einbruch der Dunkelheit hinter die eigenen Linien zurückkriechen. Seine Einheit verlor an jenem Tag sieben britische und fünf indische Offiziere, sowie 164 Mann. Seine schweren Verletzungen wurden im Krankenhaus von Brighton in East Sussex behandelt. Aufgrund dieser Tat wurde ihm am 7. Dezember 1914 für herausragende Tapferkeit das Victoria-Kreuz zuerkannt und ihm von König Georg V. in Buckingham Palace feierlich verliehen. Nachdem 1911 auch Inder für die Verleihung des Victoria-Kreuz zugelassen worden waren, war er der erste Inder, der diesen Orden erhielt. Am selben Tag wurde auch dem Naik Darwan Singh Negi (1881–1950) das Victoria-Kreuz zuerkannt, Khudadad Khan gilt protokollarisch aber als der erste indische Ordensträger, da die Negis’ Auszeichnung zugrunde liegende Tat erst am 23./24. November 1914 stattgefunden hatte.
Khudadad Khan blieb auch nach dem Krieg in der British Indian Army und wurde im Dezember 1929 in den Rang eines Subedar befördert. Als er schließlich aus dem Armeedienst ausschied, erhielt er 50 acres große Ländereien, auf denen er fortan mit seiner Familie lebte. Er hatte zwei Söhne und eine Tochter. Auch nach der Unabhängigkeit und Teilung Indiens in die Indische Union und Pakistan wurde Khudadad Khan sehr geehrt und respektiert und bereiste als Gastredner viele Länder des Commonwealth, um über seine eigenen Kriegserfahrungen zu sprechen. Die Insigne des Victoria-Kreuzes soll ihm 1950 gestohlen worden sein.
Er starb am 8. März 1971 im Alter von 82 Jahren in Mandi Bahauddin in der Provinz Punjab und wurde auch dort begraben. Vor dem pakistanischen Armeemuseum in Rawalpindi befindet sich ein Denkmal für Khudadad Khan.